# William Herbert Fowler
William Herbert Fowler (* 28. Mai 1856 in Tottenham, Middlesex; † 13. April 1941 in London) war als Golfarchitekt ein Hauptvertreter des Goldenen Zeitalters der Golfarchitektur.

## Leben und Werk
Herbert Fowler wurde als Sohn eines Rechtsanwalts in eine wohlhabende Familie geboren und schlug später selber die juristische Laufbahn ein. Zunächst spielte er hauptsächlich Cricket und jagte. Zum Golf kam er erst im Alter von 35 Jahren, als ihn ein Geschäftspartner nach Royal North Devon mitnahm. Dort entwickelte er sich zu einem guten Spieler und bekam 1902 von seinem Schwager den Auftrag, einen Golfplatz in Walton Heath anzulegen. Ganze zwei Jahre investierte er in das Routing, für damalige Verhältnisse eine unvorstellbar lange Zeit. Bereits kurz nach der Eröffnung im Mai 1904 hatte sich der Platz eine enorme Reputation erworben, so dass Fowler bald weitere Aufträge bekam, darunter Yelverton (1905), eine Überarbeitung von Royal North Devon (1908) und Ganton (1911). 1915 baute er einen weiteren Platz in Walton Heath, das seither wie St Andrews einen Old Course und einen New Course führt.
Nach dem Ersten Weltkrieg arbeitete Fowler zunächst alleine (Beau Desert, 1921), ging dann aber eine Partnerschaft mit Tom Simpson ein (z. B. Cruden Bay, 1926, sowie der Red und der Blue Course des Berkshire Golf Club, 1928). Später kamen noch John Frederick Abercromby (z. B. Knole Park, 1924) und Arthur Croome dazu. Während seine Partner hauptsächlich für das Europageschäft zuständig waren, konzentrierte sich Fowler Anfang der 1920er Jahre auf die USA, wo er unter anderem im Los Angeles Country Club (1921) tätig war sowie in Cape Cod (Eastward Ho!, 1924). Später kehrte er nach Europa zurück, unter anderem nach Saunton, wo er 1919 bereits den East Course umgestaltet hatte. 1935 legte er dort den West Course an, der jedoch dem Zweiten Weltkrieg zum Opfer fiel. Insgesamt arbeitete er an knapp 50 Plätzen.
Eines seiner Markenzeichen waren die sogenannten „Fowler Graves“, besonders tiefe, jedoch fair zu spielende Bunker, da ihre Front zum Grün hin nur allmählich anstieg. Bezüglich bestrafender Elemente und der natürlichen Gestaltungsweise orientierte er sich an Willie Park Jr., letztere setzte er aber noch konsequenter um. So benutzte er praktisch nie Wälle oder andere Einfassungen zur Akzentuierung seiner Grüns. Anstatt den Verlauf eines Fairways durch den Einsatz von spieltechnisch eigentlich nicht erforderlichen Bunkern oder anderen Elementen zu definieren, beließ er es lieber bei einer offenen Fläche. Von ihm ist das Zitat überliefert, dass Gott die Golfplätze baue und je weniger der Mensch sich einmische, desto besser für alle Beteiligten. Fowler gilt als einer der maßvollsten Architekten des goldenen Zeitalters, der die Qualität seiner Arbeit immer über die Quantität stellte, sowie die Spielbarkeit über die Optik.